# Зиммеринг
Зиммеринг (нем. Simmering) — одиннадцатый район Вены. Присоединён к городу в 1892 году.
Площадь района составляет 23,3 км², население — 105 022 человека (1 января 2021), плотность населения — 4491 чел./км².
Зиммеринг является индустриальным районом.  Здесь расположены многие производства. В XIX веке в Зиммеринге производилось электричество для городской трамвайной системы. В начале и середине XX века здесь производился газ для города. С этого времени остались Венские газометры — 4 огромных 70-метровой высоты газовых хранилища.  В 2001 году они были реконструированы, и теперь являются необычного вида строениями с квартирами, офисами, магазинами и кинотеатром.
В Зиммеринге находится конечная станция третьей линии метро.  Кроме того, шоссе A4, ведущее в Венский международный аэропорт, начинается в Зиммеринге.

## Население
| Год  | Численность |
| ---- | ----------- |
| 2005 | 82429       |
| 2006 | 82722       |
| 2007 | 82903       |
| 2008 | 85834       |

| Год  | Численность |
| ---- | ----------- |
| 2009 | 87966       |
| 2010 | 89461       |
| 2011 | 90394       |
| 2012 | 91223       |

| Год  | Численность |
| ---- | ----------- |
| 2013 | 92274       |
| 2014 | 93440       |
| 2015 | 95198       |
| 2016 | 97342       |

| Год  | Численность |
| ---- | ----------- |
| 2017 | 100137      |
| 2018 | 101420      |
| 2019 | 103008      |
| 2020 | 104434      |

## Центральное кладбище
В Зиммеринге находится Центральное кладбище Вены — одно из крупнейших в Европе. 

## Туризм
В Зиммеринге начинается Тропа Султана — туристический пешеходный маршрут, начинающийся в Вене и заканчивающийся в Стамбуле. Проходит через территории Австрии, Словакии, Венгрии, Хорватии, Сербии, Румынии, Болгарии, Греции (Восточная Македония и Фракия) и Турции.